# Mikaël Devogelaere
Mikaël Devogelaere, né le 9 août 1983, est un joueur français de billard français (billard carambole), ayant remporté de nombreux championnats nationaux et internationaux. Mikaël Devogelaere a été formé au Billard Club Carvinois (Carvin).il a deux enfants nommé juliet et pierre 

## Palmarès
- Médaille de Bronze de la Jeunesse et des Sports en 2001

### Palmarès européen
- Champion d'Europe Cadre Espoirs en 2002 et 2004
- Champion d'Europe Libre Cadets en 1999
- 1 médaille d'argent et 4 médailles de bronze

### Palmarès français
- Champion de France Cadre Espoirs en 2001,2002 et 2003
- Champion de France Cadre 47/2 Masters en 2010
- Champion de France Cadre 47/1 Masters en 2010
- Champion de France JDS D1 en 2007
- Champion de France Libre Espoirs en 2003
- Champion de France Libre Masters en 2007
- Champion de France par équipe de jeunes en 2001
- Champion de France Libre Juniors en 1999
- 6 médailles d'argent et 6 médailles de bronze

### Tournoi Ranking
- Vainqueur d'un tournoi ranking 47/2 en 2006 et 2009

### Record d'Europe
- Recordman d'Europe de la M.G à la libre Cadets (75.13) en 1999

### Record de France
- Recordman de France de la M.G à la Libre Masters (266,66) en 2010
- Corecordman de France de la M.G à la Libre Espoirs (105,00) en 2003
- Recordman de France de la M.G du circuit Cadre 47/2 (70,30) en 2007